# Унија за народни покрет
Унија за народни покрет или УМП (фр. L'Union pour un mouvement populaire, UMP) је била француска либерално-десничарска политичка партија. Формирана је 17. новембра 2002. под именом „Унија за председничку већину“ (Union pour la majorité présidentielle), са намером да буде подршка кандидатури Жака Ширака за његов други мандат 2002. Партија је била чланица европске групе народних партија, као и Међународне демократске уније, савеза светских партија десног центра.
Унија је у себи окупљала бивше партије „Окупљање за Републику“ (Rassemblement pour la République, RPR) и „Либералну демократију“ (Démocratie libérale, DL). Ова партија је привлачила политичке елите привржене голизму, либерале и демохришћане.
УМП је била прва партија Француске по броју регистрованих чланова: 277.141 (стање 31. 12. 2008). Њен председник, Никола Саркози, је између 2007. и 2012. био Председник Француске.
Партију је у периоду 2002-2004. предводио Ален Жипе, а од 2004. до данас Никола Саркози. Генерални секретар партије је Ксавијер Бертран. На конгресу странке од 30. маја 2015. мења назив у "Републиканци" (фр. Les Républicains, LR).